# Машины специальных подразделений

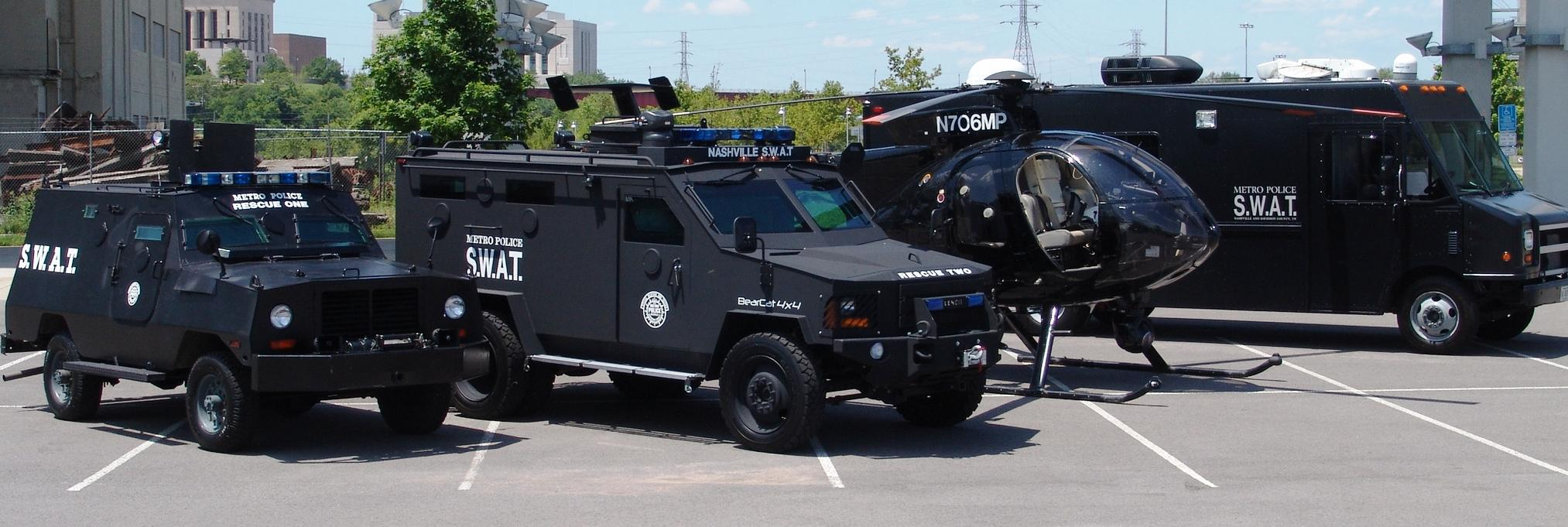
Бронеавтомобили американских отрядов SWAT

Машины специальных подразделений — бронеавтомобили, предназначенные для перевозки групп быстрого реагирования специальных подразделений полиции (SWAT, SRT, СОБР, ОМОН и т.п.).

## Внешний вид
Эти машины делаются на базе грузовиков, фургонов и микроавтобусов. Машины такого типа очень хорошо бронированы, они имеют много пассажирских мест, а также могут использоваться для перевозки оружия, тактического снаряжения и средств для проникновения в здания.

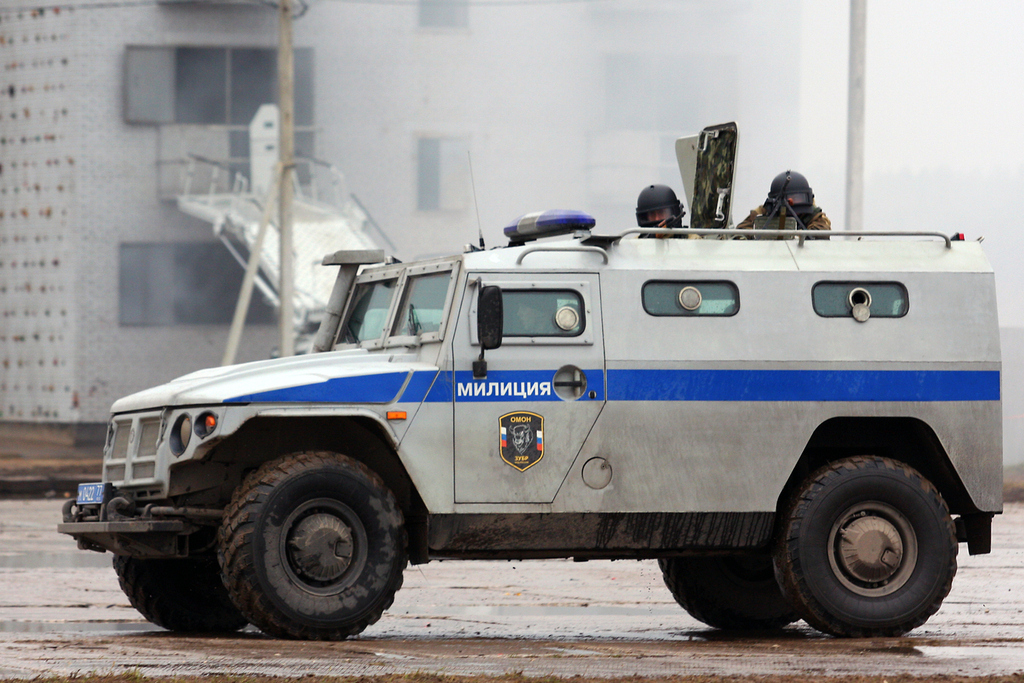
Бронеавтомобиль российского ОМОН СПМ-2 (модификация бронеавтомобиля «Тигр»), 2009 год

Для скрытого передвижения спецподразделениями используются обычные грузовики, фургоны и микроавтобусы (без отличительных знаков и проблесковых маячков).

## Галерея

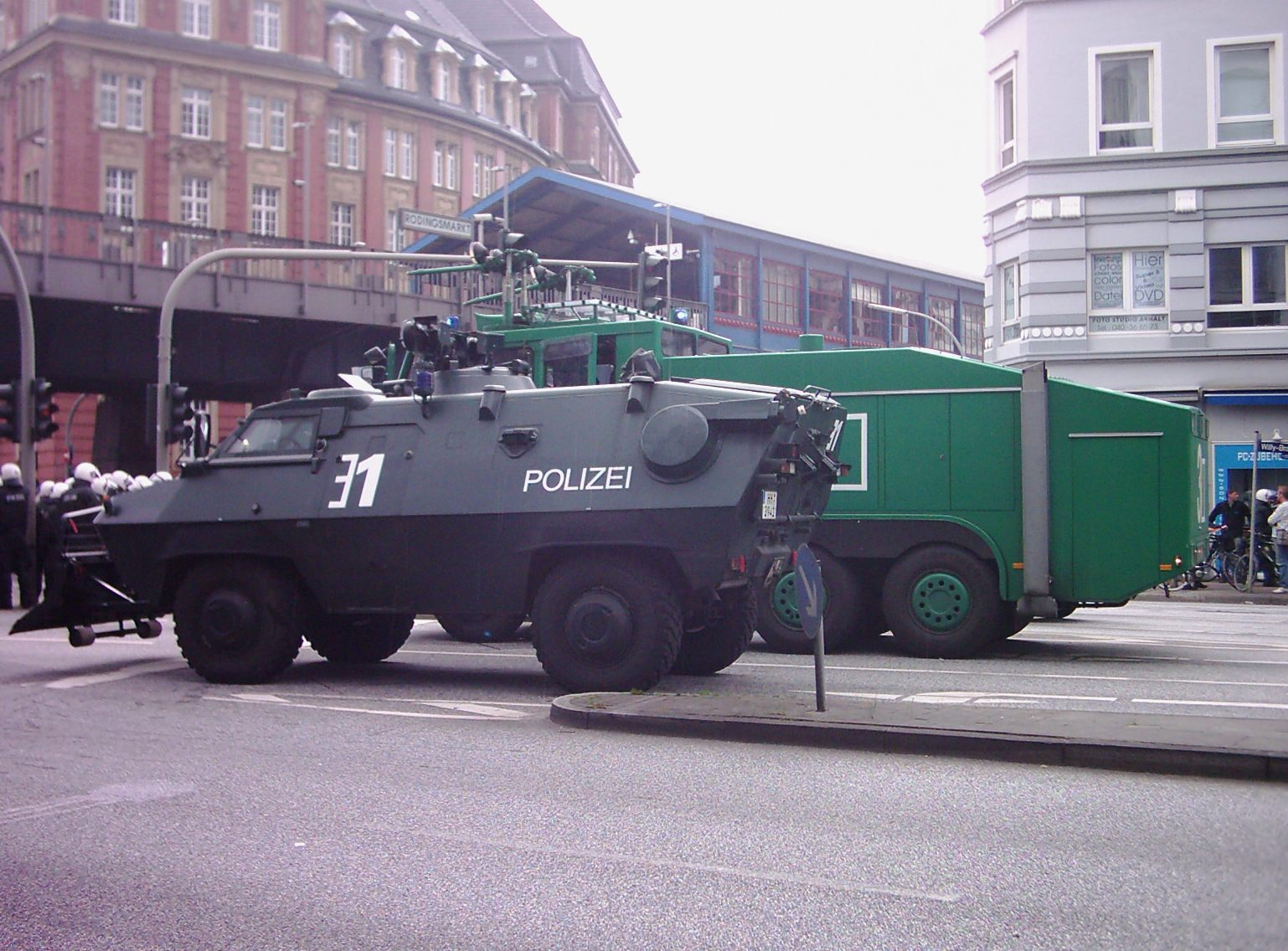
Бронетранспортёры германских полицейских подразделений, предназначенных для борьбы с массовыми беспорядками
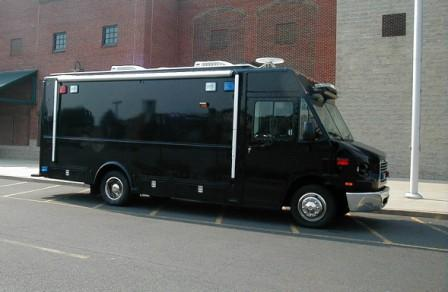
Грузовик SWAT
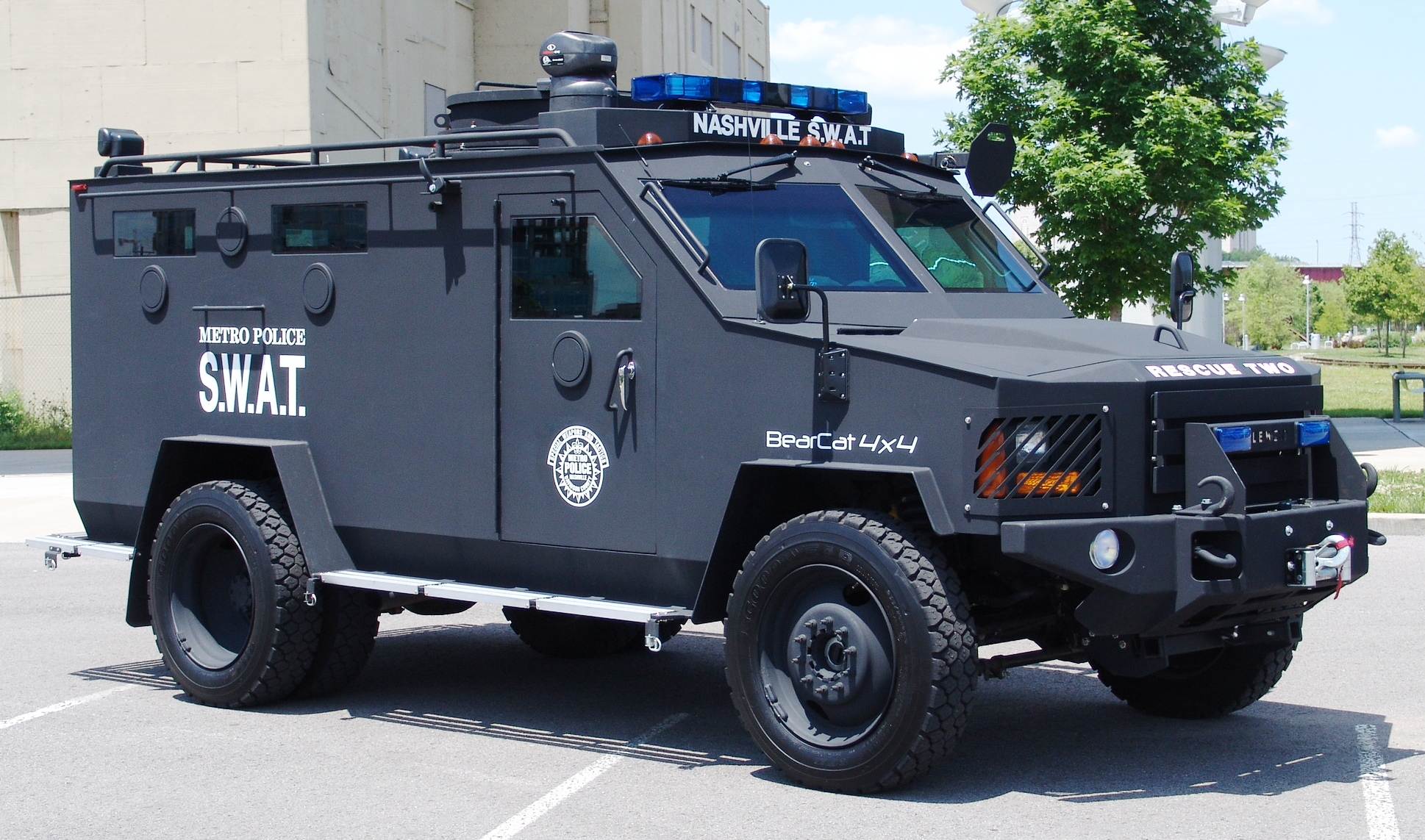
Бронированный автомобиль SWAT